# Arandilla
Arandilla est une commune d'Espagne dans la communauté autonome de Castille-et-León, province de Burgos. Elle s'étend sur 26,68 km2 et comptait environ 180 habitants en 2011.